# Governatorato di Kasserine
Il governatorato di Kasserine è uno dei 24 governatorati della Tunisia. Venne istituito nel 1956 e si trova nella parte centro-occidentale del paese, al confine con l'Algeria; suo capoluogo è Kasserine.

## Geografia

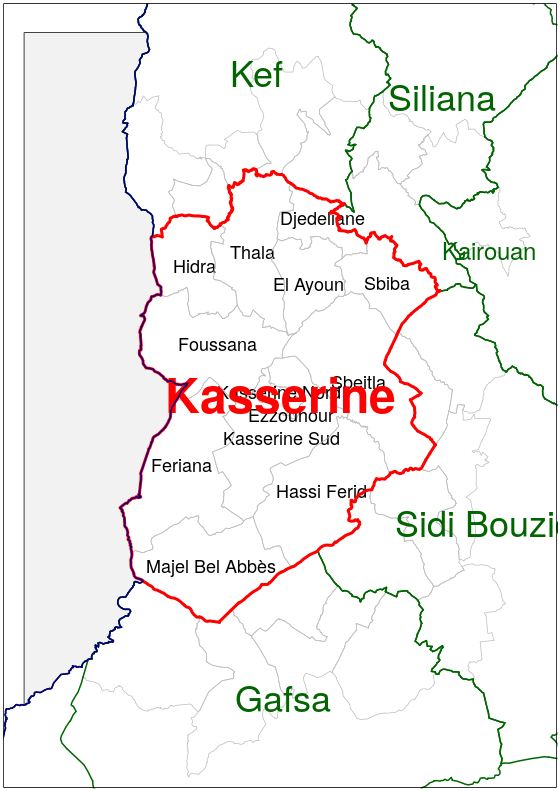
il governatorato di Kasserine con i governatorati confinanti

Il governatorato confina a ovest con la provincia di Tébessa in Algeria (dalla quale è separata da 220 km di confine), a nord con i governatorati tunisini
del Kef e di Siliana,
a est con il governatorato di Sidi Bouzid e a sud con il governatorato di Gafsa.
Nella sua zona meridionale si trova la steppa semiarida di Majel Bel Abbès.
A ovest si trova il monte più alto della Tunisia (djebel Chambi, 1.544 m s.l.m.) che dà il nome alla riserva naturale circostante.
Il territorio si trova tra i 390 e i 1544 mslm e più della metà si trova oltre gli 800 mslm.
Secondo classificazione dei climi di Köppen la maggior parte del territorio risulta avere un clima steppico con inverno freddo (BSk), la zona più meridionale è classificata come clima desertico con inverno freddo BWk.
Nel governatorato di Kasserine le zone boschive sono relativamente frequenti e per l'80% della superficie ricoperti da pino d'Aleppo. Quest'ultime foreste rappresentano il 36% di tutte le foreste di pino d'Aleppo della Tunisia e vengono sfruttate economicamente anche raccogliendone i semi, detti "zgougou", con i quali si prepara il dolce tradizionale assidat zgougou (عصيدة الزقوقو).
Oltre al monte più elevato del Paese (Djebel Chambi, 1544 m) fanno parte del governatorato anche altri monte quali Djebel Selloum (1373 m) e Djebel Semmama (1314 m). Il principale corso d'acqua della regione è il Oued Derb lungo il quale si trovano i resti della diga costruita dagli antichi romani. Il confine orientale del governatorato corrisponde in buona parte all'Oued Sbeitla.

## Geografia antropica

### Suddivisioni amministrative
Il governatorato di Kasserine è suddiviso amministrativamente in 13 delegazioni, 12 municipalità, sei consigli rurali e 106 imada
- delegazione di El Ayoun corrispondente alla municipalità El Ayoun
- delegazione di Ezzouhour, parte sudovest della città Kasserine
- delegazione di Feriana, con la città Feriana e la municipalità Thélepte
- delegazione di Foussana, con la città Foussana
- delegazione di Hassi El Ferid corrispondente alla municipalità Hassi El Ferid
- delegazione di Hidra, con la città Haidra
- delegazione di Djedeliane, con la città Jedelienne
- delegazione di Kasserine Nord, con la città Kasserine
- delegazione di Kasserine Sud
- delegazione di Majel Belabbes, con la città Magel Bel Abbès
- delegazione di Sbeitla, con la città Sbeitla
- delegazione di Sbiba, con la città Sbiba
- delegazione di Thala, con la città Thala

## Infrastrutture e trasporti
Il territorio è attraversato da nord a sud dalle strade nazionali RN 17 (Tabarka - Thélepte) e RN 15 (Gabès - Gafsa -Thélepte - Tébessa, Algeria) e da est a ovest dalla nazionale RN 13 (Sfax-Kasserine).
Nessuna località del governatorato di Kasserine è servita da collegamenti ferroviari per passeggeri per i quali la stazione più prossima a nord si trova a Kalâa Khasba (collegata con Tunisi) nel governatorato del Kef e quella più prossima a sud a Gafsa (sulla linea Sfax-Touzeur).

## Economia e società
Secondo uno studio di un istituto di ricerca governativo pubblicato nel 2012, si tratta del governatorato con il peggior valore rispetto all'Indice di sviluppo regionale, risultando il peggiore per gli indici riguardanti l'educazione, ricchezza e occupazione, giustizia e uguaglianza e penultimo nell'indice riguardante salute e popolazione.
Risultava per gli anni 2010 o immediatamente precedenti particolarmente diffuso l'analfabetismo (31% contro il 12% nel governatorato di Tunisi) ed è bassissima la percentuale di famiglie che possono accedere a internet (3% contro il 15% a Tunisi). Il tasso di disoccupazione è molto elevato (29%) e la diffusione di piccole e medie imprese è quasi inesistente (0,2 contro il 3,1 di Tunisi). L'accesso all'acqua potabile è limitato (50% contro il 99% a Tunisi) un limitato accesso alla rete fognaria e un tasso di povertà elevato. L'indice alla salute risulta particolarmente basso per un ridotto accesso ai servizi della sanità, una scarsa presenza di medici (circa 0.4 ogni 1 000 abitanti) e un ridotto numero di posti letto ospedalieri. La popolazione femminile risulta particolarmente svantaggiata con un tasso di occupazione femminile che è circa la metà di quello maschile.

## Governatori
Elenco dei governatori di Kasserine a partire dalla sua istituzione:
| - Mustapha El Khabthani (1956-1957) - Hédi Mabrouk (1957-1958) - Ahmed Bellalouna (1959-1960) - Mehrez Bellamine (1960-1961) - Mohamed Besbes (1961-1964) - Mohamed Bellamine (1964-1966) - Mohamed Triki (1966-1969) - Abdessalem Kallel (1969-1970) - Taoufik Essid (1970-1973) - Hédi Jédidi (1973-1978) - Néjib Drissi (1978-1979) - Romdhane Rahli (1979-1980) - Abderahmen Mokrani (1980-1981) - Kantaoui Morjane (1981-1983) - Sadok Marzouk (1983-1984) - Mohamed Mekki (1984-1986) - Abdelkrim Azaïez (1986-1987) - Mohamed Ben Saad (1987-1988) | - Hédi Ayèche (1988-1990) - Mabrouk Bahri (1990-1993) - Salah Kacem (August–December 1993) - Béchir Jamaï (1993-1994) - Mohamed Lamine El Abed (1994-1998) - Habib Hadded (1998-2000) - Slaheddine El Abed (2000-2001) - Mahmoud Mehiri (2001-2003) - Mohamed Laïd Kidoussi (2003-2005) - Hassen Lajri (2005-2010) - Mohamed Hafedh Cherif (2010-2011) - Slaheddine Amouchi (2 February 2011, fired) - Omar Belhaj Slimen (19 February-5 August 2011) - Béchir El Bedoui (5 August 2011-27 August 2012) - Mohamed Sidhom (27 August 2012-28 February 2014) - Atef Boughatas (28 February 2014- ) |